# Juan José Castillo (periodista)
Juan José Castillo (Luna, Zaragoza, 16 de enero de 1921-Barcelona, 26 de octubre de 2001) fue un periodista deportivo español.

## Biografía

### Prensa escrita
Su primera experiencia profesional fue en el diario zaragozano Amanecer, donde ingresó en 1937 en labores relacionados con la taquigrafía. Poco después de finalizar la Guerra civil española se trasladó a Barcelona, incorporándose en 1941 a la redacción del rotativo La Prensa, del que llegó a ser Jefe de la Sección Deportes entre 1946 y 1964.
En 1964 es nombrado redactor-jefe de deportes del diario Tele/eXprés y en 1967 se incorporó como director adjunto al suplemento Mundo Deportivo, periódico del que fue director desde 1976 hasta 1988 (fecha de su jubilación) y de cuyo Consejo de Redacción continuó luego formando parte.

### Radio
Castillo, ingresó como locutor en Radio Nacional de España en 1951, permaneciendo en la cadena hasta el año 1964. En la emisora estatal colaboró con profesionales como Jorge Arandes o Federico Gallo en el programa Fantasía.

### Televisión
Con la llegada de la televisión a España se incorporó a la plantilla de Televisión Española en 1957 y pronto se hizo un rostro popular en la pantalla por su aparición en distintos programas realizados en los históricos estudios de Miramar de Barcelona.
Especializado en información deportiva, su trayectoria se fue decantando hacia los deportes entonces considerados absolutamente minoritarios. En una época en la que el fútbol acaparaba en España el monopolio de la atención deportiva, Castillo se dedicó a potenciar la presencia en los medios de comunicación de deportes alternativos, como el baloncesto, el tenis, el golf y así hasta 32 modalidades.
A modo de anécdota, se recuerda su famosa frase "¡Entró, entró!", pronunciada en la retransmisión de una eliminatoria de la Copa Davis entre España y Australia en 1967.
Participó, a través de distintos medios, en la retransmisión de todos los Juegos Olímpicos celebrados entre 1952 y 1996. De sus años en TVE se recuerdan también espacios como Polideportivo (1974) y Sobre el terreno (1974-1980).

## Premios
Entre los premios recibidos destacan el Collar de Plata de la Orden Olímpica y la Medalla de Plata del Mérito al Trabajo.
Además, Juan José Castillo recibió en 1968 el Premio Antena de Oro, por su labor en televisión.